# Assemblea Interregional de Bisbes d'Àfrica del Sud
L'Assemblea Interregional de Bisbes d'Àfrica del Sud (Inter-Regional Meeting of Bishops of Southern Africa, IMBISA) és un òrgan de l'Església Catòlica, que reuneix els bisbes de les nacions d'Àfrica del Sud.

## Història
L'IMBISA es va establir a 1952 i té la seu a Avondale Harare a Zimbabwe.

## Membres d'IMBISA
Formen part d'IMBISA els bisbes de les següents conferències episcopals:
- Conferència episcopal d'Angola i São Tomé (Conferencia Episcopal de Angola e São Tomé, CEAST);
- Conferència dels bisbes catòlics de Lesotho (Lesotho Catholic Bishops' Conference);
- Conferència episcopal de Moçambic (Conferência Episcopal de Moçambique, CEM);
- Conferència dels bisbes catòlics namibians (Namibian Catholic Bishops' Conference, NCBC);
- Conferència dels bisbes catòlics de l'Àfrica Meridional (The Southern African Catholic Bishops' Conference”, SACBC);
- Conferència dels bisbes catòlics de Zimbabwe (Zimbabwe Catholic Bishops' Conference, ZCBC).

## Llista de presidents
- Arquebisbe Denis Eugene Hurley, O.M.I. (1952 - 1961)
- Cardenal Owen McCann (1961 - 1974)
- Arquebisbe Joseph Patrick Fitzgerald, O.M.I. (1974 - 1981)
- Arquebisbe Denis Eugene Hurley, O.M.I. (1981 - 1987)
- Arquebisbe Jaime Pedro Gonçalves (1985 - 1992)
- Bisbe Reginald Joseph Orsmond (1987 - 1988)
- Arquebisbe Wilfrid Fox Napier, O.F.M. (1988 - 1994)
- Arquebisbe Patrick Fani Chakaipa (1992 - 1995)
- Bisbe Francisco João Silota, M. Afr. (1995 - 2001)
- Bisbe Louis Ncamiso Ndlovu, O.S.M. (2001 - 2003)
- Cardenal Wilfrid Fox Napier, O.F.M. (2003 - 2006)
- Arquebisbe Buti Joseph Tlhagale, O.M.I. (2004 - 2007)
- Arquebisbe Gabriel Mbilingi, C.S.Sp. (2007 – agost 2012)
- Arquebisbe Stephen Brislin, des d'agost 2012